# Ramón Cugat
Ramón Cugat Bertomeu (La Aldea, 25 de agosto de 1950) es un médico traumatólogo español, especialista en cirugía ortopédica y traumatología con prestigio internacional especialmente en el mundo del deporte. Experto en lesiones de rodilla y pionero en operaciones de artroscopia en España. Fue miembro del equipo de cirujanos ortopedas en los Juegos Olímpicos de Barcelona 1992. Desde principios del 2000 utiliza Factores de Crecimiento en sus tratamientos y desde 2013 células madre en reparación de lesiones de ligamento cruzado anterior y cartílago. En 2016 entró a formar parte de la Real Academia Europea de Doctores convirtiéndose en miembro numerario con el discurso de ingreso «Fútbol y lesiones de menisco».
Durante toda su vida profesional ha estado ligado a la Mutua de Futbolistas de Cataluña donde ha operado a miles de jugadores de todas las categorías. También al Fútbol Club Barcelona. Entre los futbolistas más conocidos que ha tratado están: Pep Guardiola, Xavi Hernández, Samuel Eto'o, Mikel Arteta, Cesc Fàbregas, Andrea Orlandi, Andrés Iniesta, Carles Puyol, David Silva, David Villa, Fernando Torres o Iker Fornós 
Ha trabajado en hospitales de España, Inglaterra y Estados Unidos. Actualmente es codirector del Departamento de Cirugía Ortopédica y Traumatología del Hospital Quirón de Barcelona, presidente del Patronato de la Fundación García Cugat para la investigación biomédica y presidente del Consejo Médico de la Mutualidad Catalana de Futbolistas de la Real Federación Española de Fútbol.
Es profesor asociado de la Facultad de Medicina de la Universidad de Barcelona y de la Universidad CEU Cardenal Herrera de Valencia, además de codirector de la Cátedra de Medicina y Cirugía Regenerativa creada en 2013 por la Fundación García Cugat y la Universidad CEU Cardenal Herrera de Valencia. Además pertenece al equipo internacional de profesorado de la Sociedad Internacional de Artroscopia, Cirugía de Rodilla y Traumatología del Deporte (ISAKOS).

## Biografía
Nace en La Aldea, Tarragona, el 25 de agosto de 1950. De familia agricultora su padre esperaba que continuara la tradición. Sin embargo, apenas cumplidos 15 años, en 1965 se traslada a Barcelona, logra una prueba para jugar en el juvenil del Fútbol Club Barcelona y se incorpora al equipo con el que juega hasta 1971.
En 1969 se matricula en la Facultad de Medicina de la Universidad de Barcelona y empieza adentrarse en la medicina deportiva de la mano del doctor José García Cugat, fundador de la Asociación Española de Artroscopia.
En 1975 se licencia en medicina y cirugía. En 1978 se doctora y en 1979 obtiene el título de especialista en cirugía ortopédica y traumatología. También en 1979 realiza su primera especialización en Inglaterra.
En 1980 inicia su colaboración con Bertram Zarins, jefe de la Unidad de Medicina Deportiva del Hospital General de Massachusetts, Universidad de Harvard en Boston, Estados Unidos.
En 1990 es nombrado profesor asociado de la Facultad de Medicina de la Universidad de Barcelona, y en 1991 nombrado médico traumatólogo del equipo de fútbol americano Barcelona Dragons.
De 1992 al 2004 trabaja como asistente médico en el Departamento de Traumatología y Ortopedia del Hospital del Mar de Barcelona dirigiendo la Unidad de Cirugía Artroscópica.
En el año 2007 se incorpora al Hospital Quirón de Barcelona asumiendo la codirección del Departamento de Cirugía Ortopédica y Traumatología del Hospital Quirón de Barcelona donde continúa en la actualidad.
Está casado con la también doctora Montserrat García Balletbó, especialista en anatomía patológica, centrada actualmente en la investigación de terapias biológicas. Tienen tres hijos: Débora, Carolina y Pepe.

### Pionero en la artroscopia española
Ramón Cugat aprendió artroscopia en Inglaterra y Estados Unidos a finales de los años 1970. Se formó especialmente en el Hospital General de Massachusetts de la mano del doctor Bertram Zarins con el que ha seguido colaborando.
Fue socio fundador de la Asociación Española de Artroscopia creada en 1982 y presidió esta organización de 1993 a 1995.

### Profesor internacional
Del año 1989 a 1993 fue miembro de la junta directiva de la Asociación International de Artroscopia, organización que se transformó en 1995 en la Sociedad Internacional de Artroscopia, Cirugía de Rodilla y Traumatología del Deporte (ISAKOS) a la que Ramón Cugat pertenece también desde sus inicios colaborando en sus cursos de formación como profesor entre otros países en India, China, Georgia, Letonia, Cuba, Brasil, Perú, Chile, Argentina y Turquía.
Desde 1999 su servicio está reconocido como Isakos-Approved Teacheng Center y cada año recibe en Barcelona a numerosos estudiantes de todo el mundo para su formación.

### Medicina regenerativa
Desde principios del 2000 inicia la investigación en medicina regenerativa y su aplicación en traumatología con Plasma Rico en Factores de Crecimiento de la mano de los doctores Eduardo Anitua y Mikel Sánchez y se ha convertido en un referente internacional en su aplicación.
Su colaboración con equipos de veterinarios —inicialmente de Valencia y Barcelona a los que se han sumado grupos de Canarias, Murcia y Andalucía— culmina en el 2007 con la creación de la Fundación García Cugat cuyo patronato preside.
Desde 2010 a través de la Fundación García Cugat inicia una línea de investigación para la aplicación de células madre en lesiones del sistema músculo-esquelético inicialmente en animales que en el 2013 ya se aplica en humana.
En junio de 2016 fue nombrado miembro de la Real Academia Europea de Doctores.

## Publicaciones
Entre las publicaciones sobre el uso de Plasma Rico en Factores de Crecimiento destacan:
- Histological Study of the Influence of Plasma Rich in Growth Factors (PRGF) on the Healing of Divided Achilles Tendons in Sheep. J. Andrés Fernández-Sarmiento, Juan M. Domínguez, María M. Granados, Juan Morgaz, Rocío Navarrete, José M. Carrillo, Rafael J. Gómez-Villamandos, Pilar Muñoz Rascón, Juana Martín de Mulas, Yolanda Millán, Montserrat García Balletbó and Ramón Cugat. The Journal of Bone and Joint Surgery, Incorporated. 2013

- Healing of donor site in bone-tendon-bone ACL reconstruction accelerated with plasma rich in growth factors: a randomized clinical trial. Roberto Seijas, Marta Rius, Oscar Ares, Montserrat García Balletbó, Iván Serra, Ramón Cugat. Knee Surg Sports Traumatol Arthrosc. November 2013

- Controlled, blinded force platform analysis of the effect of intraarticular injection of autologous adipose-derived mesenchymal stem cells associated to PRGF-Endoret in osteoarthritic docs.  Jose M Milar, Manuel Morales, Angelo Santana, Giuseppe Spinella, Mónica Rubio, Belen Cuervo, Ramón Cugat and Jose M. Carrillo. BMC Veterinary Research 2013

- Effect of autologous platelet-rich plasma on the repair of full-thickness articular defects in rabbits. Claudio Iván Serra, Carme Soler, José M. Carrillo, Joaquín J. Sopena,  J.Ignacio Redondo, Ramón Cugat. Knee Surg Sports Traumatol Arthrosc. 2013

- Platelet-rich plasma for calcific tendinitis of the shoulder: a case report. Roberto Seijas, Oscar Ares, Pedro Álvarez, Xavier Cuscó, Montserrat García Balletbó, Ramón Cugat. Journal of Orthopaedic Surgery 2012

- Delayed union of the clavicle treated with plasma rich in growth factors. Roberto Seijas, Romen Y. Santana-Suárez, Montserrat GArcía Balletbó, Xavier Cuscó, Oscar Ares, Ramón Cugat. Acta Irtgio, Belg, 2010 76, 689-693. 2010

- Infiltrtion of plasma rich in growth factors for osteoarthritis of the knee short-term effects on function and quality of life. Ana Wang Saegusa, Ramón Cugat, Oscar Ares, Roberto Seijas, Javier Cuscó, Montserrat García Balletbó. Arch Orthop Trauma Surg. August 2010